# Kolosváry-Borcsa Mihály
Kolosváry-Borcsa Mihály (Kolozsvár, 1896. június 27. – Budapest, 1946. december 6.) magyar újságíró, politikus, katona, háborús bűnös. A második világháború után kivégezték.

## Élete
Még az első világháború előtt katonának jelentkezett, önkéntesként 1914 októberétől a háború végig a fronton harcolt, de katonai pályafutását 1920 után befejezte. Az összeomlás után belépett a Nemzeti Hadseregbe, ahol számos alkalommal látott el bizalmas feladatokat Horthy Miklós személyes felkérésének eleget téve, amelyért a kormányzó 1926-ban vitézzé avatta.
1920 után újságíró lett, a Szózat című fajvédő lap belső munkatársa, később a Magyar Távirati Iroda vidéki osztályának helyettes vezetőjévé nevezték ki. 1922-től a Debreceni Újság - Hajdúföld című napilapot igazgatta. Később Gömbös Gyula híveként bekapcsolódott a politikai közéletbe is. Horthy kormányzótól 1935-ben miniszteri tanácsos kinevezést kapott, és a miniszterelnökség sajtóosztályára került. 1937 májusában megbízást kapott az erősen nacionalista hangú  és antiszemita Függetlenség című napilap főszerkesztői állásának betöltésére. Korábban szerkesztésével készült Budapesten az Új Élet című ifjúsági lap.
1938-tól az Imrédy-kormány sajtóosztályát vezette. 1939-ben a Magyar Élet Pártja országgyűlési képviselője lett. 1939 júniusától már az Országos Magyar Sajtókamara elnöke volt. 1939-ben visszatért újságjához, és ismét a Függetlenség főszerkesztője lett. A Sztójay-kormány idején 1944. április 15-én Horthy Miklós kormányzó Sztójay Döme miniszterelnök előterjesztése alapján államtitkár-kormánybiztos hatáskörbe nevezte ki.
Kinevezése gyakorlatilag korlátlan hatalmat jelentett a sajtó, a rádió, a könyvkiadás és a külföldi hírszolgálat működése felett. Feladata volt, hogy megakadályozza a zsidó írók műveinek megjelenését, valamint egy kézben összpontosítsa a hazai és a külföld felé irányuló híreket, vagyis a kormányzatnak megfelelően befolyásolja a közvéleményt. 1944. június 16-án elnökként részt vett meg a zsidó szerzők könyveinek nagyszabású megsemmisítési akcióján. „Hivatalos jelentések szerint a szertartáson 120 zsidó származású magyar és 130 külföldi szerző művét zúzták be. A propagandacéllal lefilmezett ünnepség során 447 627 könyvet, 22 teljesen megrakott tehervagon rakományát semmisítették meg.”
A Lakatos-kormány idején felmentették hivatalából, de a nyilas hatalomátvételt követően újra ellátta ezeket a tisztségeket. Az általa irányított propagandagépezet elsődleges szempontja a háború további fenntartása, a német veszteségek eltussolása, a harcban álló katonák töretlen lelkesítése volt. 1945 elején a sajtókamara bevételével és irattárával együtt Németországba menekült a szovjetek elől, ahol azonban a Himler Márton vezette OSS egység fogságába került, amely kiadta Magyarországnak mint háborús bűnöst. Népbírósági perét Kassai-Schallmayer Ferencével együtt tartották, a vádak mindegyikében bűnösnek találták. Mindkettőjüket halálra ítélték, és golyó által kivégezték.

## Művei
- A zsidókérdés magyarországi irodalma. A zsidóság szerepe a magyar szellemi életben – A zsidó származású írók névsorával, Stúdium Sajtóvállalat Részvénytársaság, Budapest, é. n. [1938] (reprint kiadás: Gede Testvérek Bt., Budapest, 1999, ISBN 963-03-8579-1)[5]